# 須波港
須波港（すなみこう）は、広島県三原市須波、須波西にある港湾。港湾管理者は広島県。地方港湾。

## 概要
向田港（佐木島）および沢港（生口島）行きのフェリーと、三原港および第二桟橋（大久野島）行きの高速船が発着している。

## 航路
- 須波港 - 沢港（生口島）（1986年（昭和61年）〜2021年（令和3年）4月30日）
  - 須波港 - 向田港（佐木島） - 沢港（生口島）（2021年5月1日〜）[2]

かつては三原観光汽船が運航していたが、同社の廃業により、2009年（平成21年）11月から須波航路サービスによる運航となった。その後、しまなみ海運に航路が譲受され、2015年10月1日より同社が運航。2017年10月1日からは弓場汽船が運航している。2021年5月1日より向田港へ寄港を開始した。
- 三原港 - 須波港 - 第二桟橋（大久野島） （ラビットライン）[4]

弓場汽船が2017年4月29日より、土曜日、日曜日、祝日限定で運航している。

## アクセス
- 鉄道
  - JR呉線須波駅から南へ約1.2km。
- 芸陽バス[6] 三原－竹原線
  - 須波フェリー前 バス停 （須波駅前・三原駅・三原営業所方面 / 久津公民館・忠海駅前・中通方面）
- 道路
  - 国道185号（三原市中心部・国道2号三原バイパス / 竹原市方面）